# Сан Мауро Маре
Сан Мауро Маре (итал. San Mauro Mare) је насеље у Италији у округу Форли-Чезена, региону Емилија-Ромања.
Према процени из 2011. у насељу је живело 1238 становника. Насеље се налази на надморској висини од 3 м.